# Duncan (Nebraska)
Duncan és una població dels Estats Units a l'estat de Nebraska. Segons el cens del 2000 tenia 359 habitants.

## Demografia
Segons el cens del 2000, Duncan tenia 359 habitants, 138 habitatges, i 93 famílies. La densitat de població era de 346,5 habitants per km².
Dels 138 habitatges en un 32,6% hi vivien nens de menys de 18 anys, en un 60,1% hi vivien parelles casades, en un 4,3% dones solteres, i en un 32,6% no eren unitats familiars. En el 26,8% dels habitatges hi vivien persones soles el 14,5% de les quals corresponia a persones de 65 anys o més que vivien soles. El nombre mitjà de persones vivint en cada habitatge era de 2,6 i el nombre mitjà de persones que vivien en cada família era de 3,24.
Per edats la població es repartia de la següent manera: un 30,9% tenia menys de 18 anys, un 6,4% entre 18 i 24, un 28,1% entre 25 i 44, un 23,1% de 45 a 60 i un 11,4% 65 anys o més.
L'edat mediana era de 34 anys. Per cada 100 dones de 18 o més anys hi havia 112 homes.
La renda mediana per habitatge era de 36.932 $ i la renda mediana per família de 42.031 $. Els homes tenien una renda mediana de 26.023 $ mentre que les dones 21.023 $. La renda per capita de la població era de 15.475 $. Aproximadament el 4,2% de les famílies i el 5,7% de la població estaven per davall del llindar de pobresa.

## Poblacions més properes
El següent diagrama mostra les poblacions més properes.